# Strażnica WOP Gubin
Strażnica Wojsk Ochrony Pogranicza Gubin Północy/Gubin – zlikwidowany podstawowy pododdział Wojsk Ochrony Pogranicza pełniący służbę graniczną na granicy polsko-niemieckiej.

Strażnica Straży Granicznej w Gubinie – zlikwidowana graniczna jednostka organizacyjna Straży Granicznej realizująca zadania bezpośrednio w ochronie granicy państwowej z Republiką Federalną Niemiec.

## Formowanie i zmiany organizacyjne
Strażnica została sformowana w 1945 roku w strukturze 7 komenda odcinka jako 32 strażnica WOP Gubin Północny o stanie 56 żołnierzy. Kierownictwo strażnicy stanowili: komendant strażnicy, zastępca komendanta do spraw polityczno-wychowawczych i zastępca do spraw zwiadu. Strażnica składała się z dwóch drużyn strzeleckich, drużyny fizylierów, drużyny łączności i gospodarczej. Etat przewidywał także instruktora do tresury psów służbowych oraz instruktora sanitarnego. 
19 grudnia 1945 obsady etatowe strażnic: Gubin Północy i Kosarzyn zostały zamienione miejscami.
W związku z reorganizacją oddziałów WOP, 24 kwietnia 1948 32 strażnica WOP Gubin Północny kategorii IV została włączona w struktury 32 batalionu Ochrony Pogranicza.
W 1950 połączono strażnice WOP: nr 31 Gubin Południowy i nr 32 Gubin Północy. Nowa strażnica WOP Gubin zachowała numer 31 w skali kraju, ale mp. strażnicy zostały obiekty zajmowane przez strażnicę nr 32. 1 stycznia 1951 roku 31 strażnica WOP Gubin została włączona w struktury 92 batalionu WOP w Gubinie.
Od 15 marca 1954 wprowadzono nową numerację strażnic. Strażnica WOP Gubin I kategorii otrzymała numer 38 w skali kraju. 
W 1956 rozpoczęto numerowanie strażnic na poziomie brygady. Strażnica specjalna WOP Gubin była 11 w 9 Brygadzie Wojsk Ochrony Pogranicza. 
W 1960 funkcjonowała jako 11 strażnica WOP I kategorii Gubin w strukturach 92 batalionu WOP, a 1 stycznia 1964 jako 10 strażnica WOP lądowa I kategorii Gubin. Natomiast w marcu 1968 była jako Strażnica techniczna WOP nr 10 Gubin typ II w strukturach ww. batalionu. 

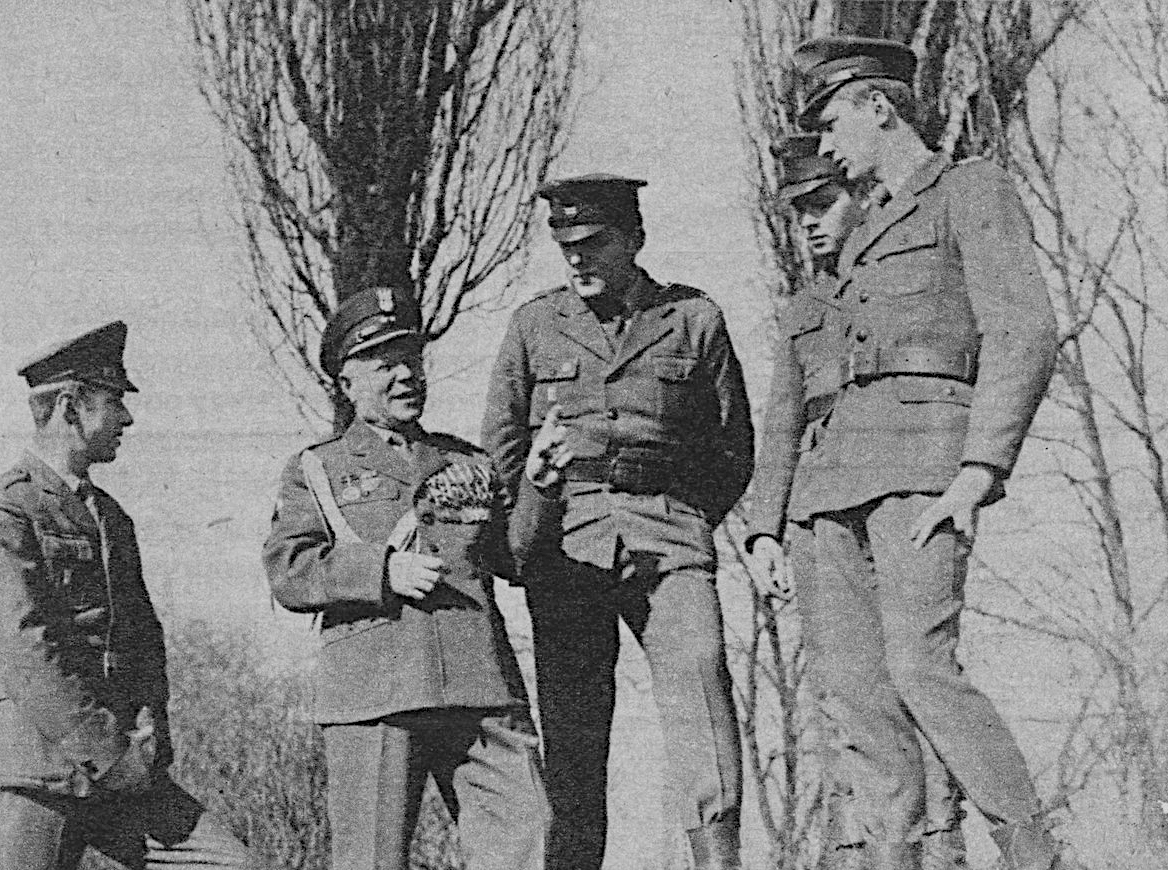
Prezes miejskiego koła ZBOWiD ppłk rez. Mikołaj Gaczyński spotyka się z żołnierzami (1978)

W 1976 Wojska Ochrony Pogranicza przeszły na dwuszczeblowy system zarządzania, strażnicę podporządkowano bezpośrednio pod sztab Lubuskiej Brygady WOP w Krośnie Odrzańskim, a w 1984 utworzonego batalionu granicznego LB WOP w Gubinie, jako Strażnica WOP Gubin lądowa. Po rozformowaniu Lubuskiej Brygady WOP, 1 listopada 1989 strażnica została włączona w struktury Łużyckiej Brygady WOP w Lubaniu Śląskim i tak funkcjonowała do 15 maja 1991 .
Straż Graniczna:
15 maja 1991 po rozwiązaniu Wojsk Ochrony Pogranicza, 16 maja 1991 strażnica została przejęta przez Lubuski Oddział Straży Granicznej w Krośnie Odrzańskim i przyjęła nazwę Strażnica Straży Granicznej w Gubinie (Strażnica SG w Gubinie).
W 2000 rozpoczęła się reorganizacja struktur Straży Granicznej, związana z przygotowaniem Polski do wstąpienia, do Unii Europejskiej i przystąpieniem do Traktatu z Schengen. Podczas restrukturyzacji wprowadzono kompleksową ochronę granicy już na najniższym szczeblu organizacyjnym tj. strażnica i graniczna placówka kontrolna. Wprowadzona całościowa ochrona granicy zniosła podział na graniczne jednostki organizacyjne ochraniające tylko tzw. „zieloną granicę” i prowadzące tylko kontrole ruchu granicznego. W wyniku tego, 2 stycznia 2003 nastąpiło zniesie Strażnicy SG w Gubinie. Ochraniany przez strażnicę odcinek granicy, przejęła Graniczna Placówka Kontrolna Straży Granicznej kategorii I w Gubinku (GPK SG w Gubinku).
16 marca 2009 na bazie połączenia załóg GPK SG w Gubinku i strażnic SG w: Strzegowie, Polanowicach, Gubinie i Żytowaniu, została utworzona Placówka SG w Zielonej Górze-Babimoście.

## Ochrona granicy

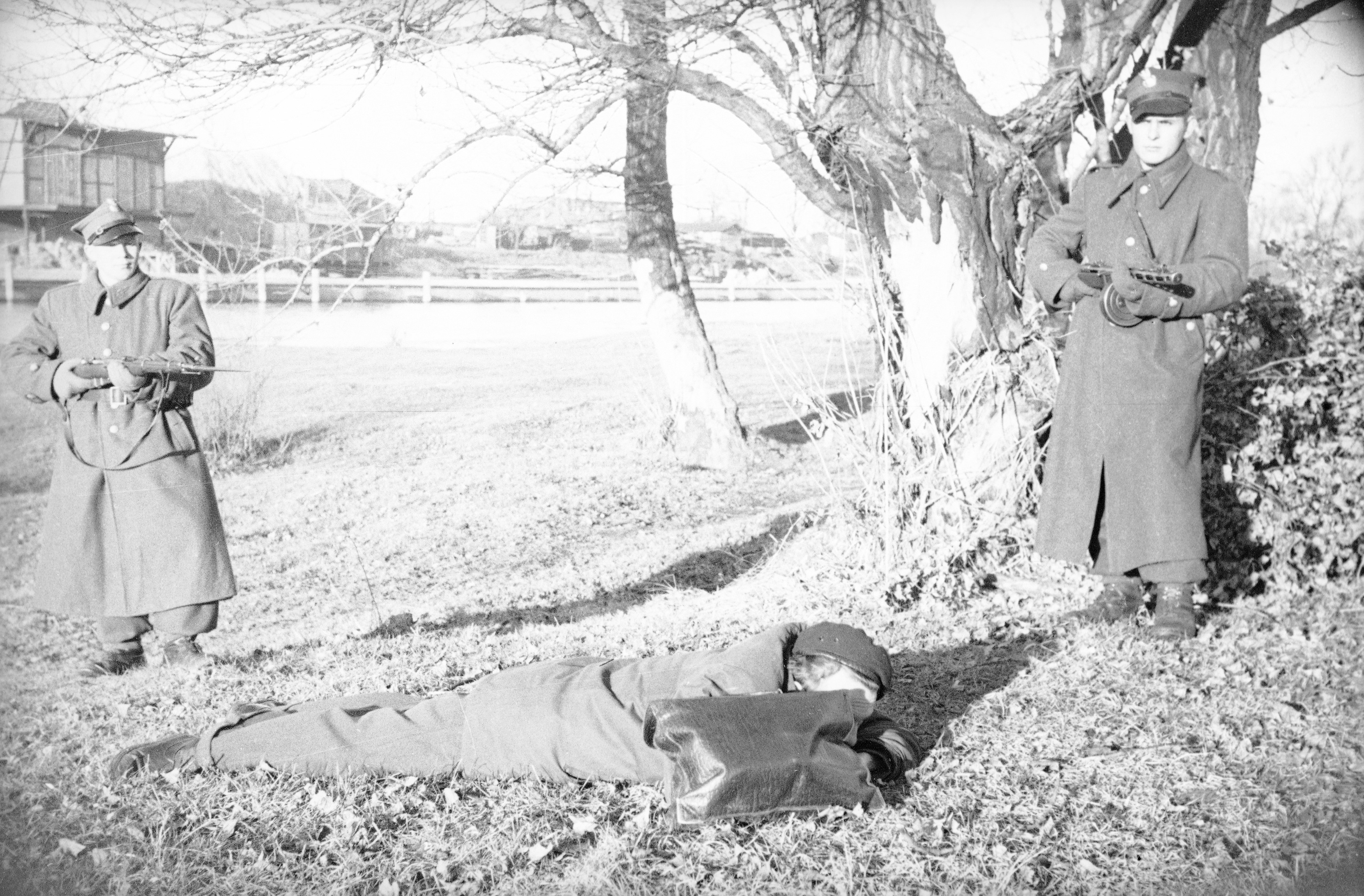
Granica polsko-niemiecka, żołnierze WOP w czasie zatrzymania przestępcy granicznego, podczas pełnienia służby granicznej na Nysie Łużyckiej w Gubinie (1948-1949)

W październiku 1945 w ramach tworzących się Wojsk Ochrony Pogranicza na odcinku strażnicy zostały utworzone Przejściowe Punkty Kontrolne Gubin (PPK Gubin):
- Nr 4 kolejowy – III kategorii, którego załoga wykonywała kontrolę graniczną osób, towarów oraz środków transportu w przejściu granicznym:
  - Gubin-Guben (kolejowe)
- Nr 5 drogowy – III kategorii, którego załoga wykonywała kontrolę graniczną osób, towarów oraz środków transportu w przejściu granicznym:
  - Gubin-Guben (drogowe).

W grudniu 1948 32 strażnica WOP Gubin Północny kategorii IV ochraniała odcinek granicy państwowej o długości 6 300 m.

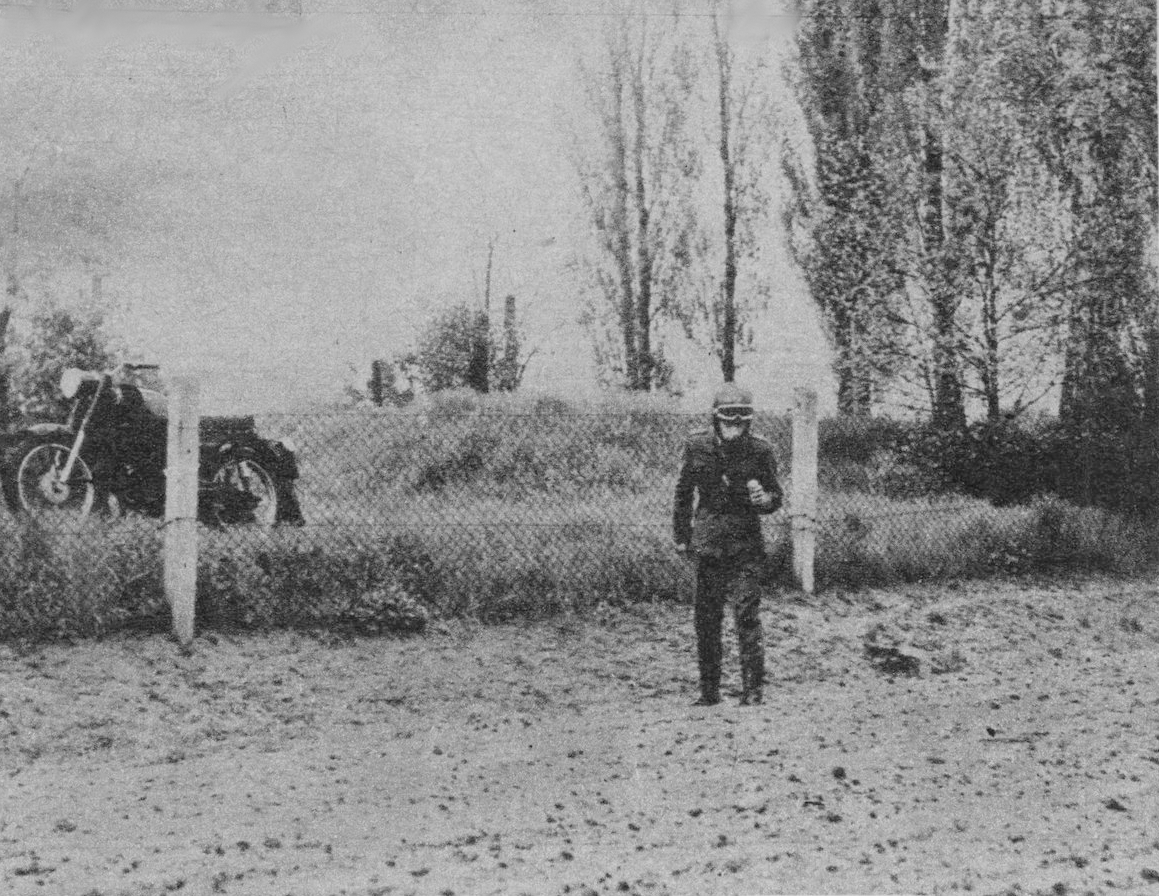
Granica polsko-niemiecka, element służby granicznej sprawdza pas kontrolny (1978)

W latach 1977–1979 Strażnica WOP Gubin ochraniała odcinek granicy państwowej:
- Od znaku granicznego nr 404, do znaku gran. nr 419.

Straż Graniczna:
W latach 1993–1994 Strażnica SG w Gubinie ochraniała odcinek granicy państwowej:
- Od znaku granicznego nr 404, do znaku gran. nr 416 .

## Wydarzenia
- 13 grudnia 1981–22 lipca 1983 – (stan wojenny w Polsce), normę służby granicznej dla żołnierzy podwyższono z 8 do 12 godzin na dobę. Ścisłą kontrolą objęto całą strefę nadgraniczną. W stan gotowości były postawione pododdziały odwodowe[13].

## Strażnice sąsiednie
- 31 strażnica WOP Werder ⇔ 33 strażnica WOP Buderose – 1946
- 31 strażnica WOP Gubin Południowy ⇔ 34 strażnica WOP Żytowań – 1948
- 30 strażnica WOP Sękowice ⇔ 34 strażnica WOP Żytowań – 1951
- 37 strażnica WOP Sękowice III kategorii ⇔ 39 strażnica WOP Żytowań II kategorii – 15.03.1954
- 10 strażnica WOP Sękowice ⇔ 12 strażnica WOP Żytowań – 1956
- 12 strażnica WOP I kategorii Sękowice ⇔ 10 strażnica WOP II kategorii Żytowań – 1.01.1960
- 11 strażnica WOP lądowa I kategorii Sękowice ⇔ 9 strażnica WOP lądowa II kategorii Żytowań – 1.01.1964
- Strażnica techniczna WOP nr 11 Polanowice typ I ⇔ Strażnica techniczna WOP nr 9 Żytowań typ I – 03.1968
- Strażnica WOP Polanowice ⇔ Strażnica WOP Żytowań – lata 80. XX w.

Straż Graniczna:
- Strażnica SG w Polanowicach ⇔ Strażnica SG w Żytowaniu – 16.05.1991[10].

## Komendanci/dowódcy strażnicy

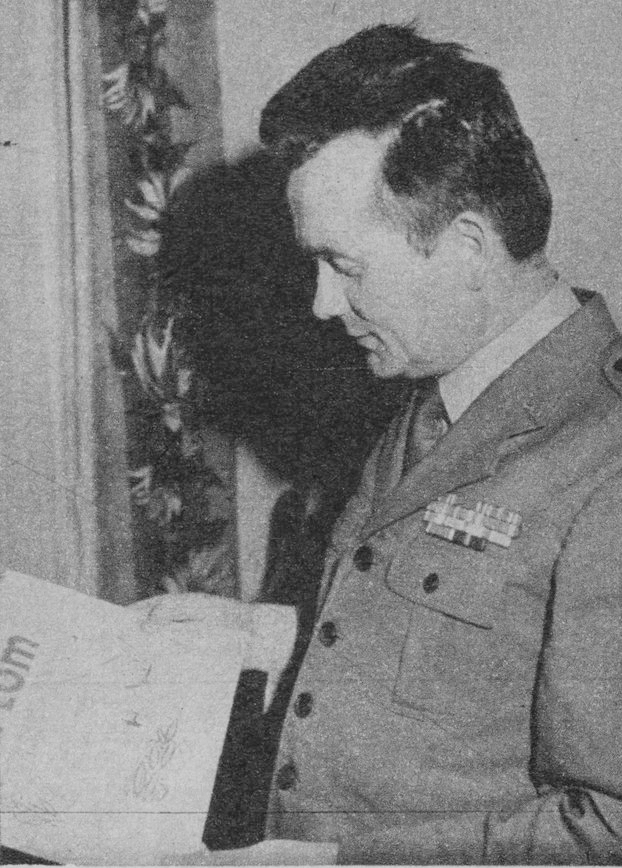
D-ca strażnicy kpt. Jan Dyka (1972–był w 1978) z wręczonym dyplomem dla strażnicy, za aktywny udział w społeczno–gospodarczym rozwoju Gubina (1978)

| Komendanci/dowódcy 32 strażnicy WOP Gubin Północny | Komendanci/dowódcy 32 strażnicy WOP Gubin Północny |
| -------------------------------------------------- | -------------------------------------------------- |
| kpt. Mieczysław Wrzos–Czuldaszkin                  | 23.11.1945–19.12.1945                              |
| ppor. Walenty Stocki                               |                                                    |
| por. Jan Dadur                                     |                                                    |
| ppor. Władysław Stawski                            |                                                    |
| por. Stefan Klim                                   |                                                    |

| Dowódcy strażnicy WOP Gubin | Dowódcy strażnicy WOP Gubin |
| --------------------------- | --------------------------- |
| chor. Czesław Walkowiak     | był w 1950–był w 1951       |
| kpt. Stefan Kolendowicz     | 1952–był w 1954             |
| kpt. Wojciech Materka       | 1. poł. lat 60.             |
| por. Henryk Śniadek         |                             |
| kpt. Ryszard Płoszyński     |                             |
| por./kpt. Jan Dyka          | 1972–był w 1978             |
| A. Michalik                 | był w 1980                  |
| kpt./mjr Marian Sabinicz    | był w 1986                  |